# Episodi di Un ciclone in convento (quindicesima stagione)
La quindicesima stagione di Un ciclone in convento è stata trasmessa sul canale tedesco Das Erste dal 19 gennaio al 3 maggio 2016.
In Italia i primi tre episodi sono stati trasmessi dal 5 maggio 2016 su Rai 2 ed i seguenti dal 9 ottobre al 6 novembre sempre su Rai 2, venendo poi superata nella trasmissione degli inediti da Rai Premium che ha trasmesso la stagione in contemporanea con Rai 2.
| nº | Titolo originale            | Titolo italiano              | Prima TV originale | Prima TV Italia |
| -- | --------------------------- | ---------------------------- | ------------------ | --------------- |
| 1  | Ein Mann zu viel            | Un uomo di troppo            | 19 gennaio 2016    | 5 maggio 2016   |
| 2  | Faustpfand                  | Il chiosco della felicità    | 26 gennaio 2016    | 6 maggio 2016   |
| 3  | Bauer in Not                | S.O.S beneficenza            | 2 febbraio 2016    | 6 maggio 2016   |
| 4  | Mutter vermisst             | La madre perduta             | 16 febbraio 2016   | 9 ottobre 2016  |
| 5  | Wirbel um Alice             | Tutto intorno ad Alice       | 23 febbraio 2016   | 9 ottobre 2016  |
| 6  | Milde Gaben                 | Il re dei mendicanti         | 1º marzo 2016      | 16 ottobre 2016 |
| 7  | Geschenk der Liebe          | Dono d'amore                 | 8 marzo 2016       | 16 ottobre 2016 |
| 8  | Gärtners Frust              | Scherzi da giardiniere       | 15 marzo 2016      | 23 ottobre 2016 |
| 9  | Wunder gibt es immer wieder | I miracoli non finiscono mai | 22 marzo 2016      | 23 ottobre 2016 |
| 10 | Erste große Liebe           | Il primo grande amore        | 5 aprile 2016      | 30 ottobre 2016 |
| 11 | Superheld                   | Supereroe                    | 12 aprile 2016     | 30 ottobre 2016 |
| 12 | Familienbande               | Un uomo dal passato          | 26 aprile 2016     | 6 novembre 2016 |
| 13 | Geschenk des Himmels        | Doni dal cielo               | 3 maggio 2016      | 6 novembre 2016 |